# Antiochos XIII
Pour les articles homonymes, voir Antiochos.
Antiochos XIII Philopator (« Qui aime son père »), dit « l'Asiatique », est l'un des derniers rois séleucides. Il règne sur la Syrie de 69 à 64 av. J.-C. Il est déposé par Pompée avant que celui-ci ne transforme la Syrie en province romaine.

## Biographie

### Jeunesse
Probablement né entre 95 et 90 av. J.-C., Antiochos XIII est le fils aîné d'Antiochos X Eusèbe et de Cléopâtre V Séléné, celle-ci ayant été la régente du royaume de Syrie après la mort d'Antiochos X entre 92 et 85. Il a un frère cadet identifié comme étant Séleucos VII. En 79, quelque temps après la conquête de la Syrie par Tigrane II d'Arménie (83), il est envoyé à Rome avec son frère par leur mère, afin de réclamer les couronnes de Syrie et d'Égypte, sachant que Ptolémée XI a été assassiné en 80 av. J.-C. Le Sénat les reconnaît comme héritiers légitimes du trône de Syrie mais préfère ne pas se prononcer quant au sort de l'Égypte. L'ambassade à Rome des princes séleucides est mentionnée par Cicéron. Sur le chemin du retour, ils sont victimes du préteur Verrès qui les dépouille à Syracuse d'un riche candélabre en bronze orné de pierreries. On ne sait pas ce qu'il fait après : peut-être s'est-il réfugié en Cilicie, attendant la suite des événements, ce qui expliquerait son surnom d'« Asiatique ». Pompée lui reprochera par la suite son inactivité.

### Règne
En 69 av. J.-C., sa mère Cléopâtre V Séléné est capturée et tuée par Tigrane II ; mais la victoire Lucullus sur les Arméniens à la bataille de Tigranocerta permet à Antiochos XIII de s'installer sur le trône de Syrie, aux dépens de son frère Séleucos VII, avec le soutien de la population d'Antioche. Lucullus cherche en effet à affaiblir Tigrane II en reformant le royaume séleucide que celui-ci a annexé quinze ans auparavant.
En 67/66, Philippe II Philoromaios, soutenu par la population d'Antioche, expulse Antiochos XIII de la cité qui devient le captif du prince arabe d'Émèse, Sampsigéram Ier. Celui-ci le restaure vers 65 avant que Pompée ne parvienne  en 64 à Antioche pour le déposer et transformer la Syrie en province romaine. Antiochos XIII se réfugie chez Sampsigéram qui l'élimine pour se concilier Pompée.